# Odostomia thalia
Odostomia thalia är en snäckart som beskrevs av Bartsch 1912. Odostomia thalia ingår i släktet Odostomia och familjen Pyramidellidae. Inga underarter finns listade i Catalogue of Life.